# Bracon platyurus
Bracon platyurus är en stekelart som beskrevs av Gaspard Auguste Brullé 1846. Bracon platyurus ingår i släktet Bracon och familjen bracksteklar. Inga underarter finns listade.